# Лаппвальд

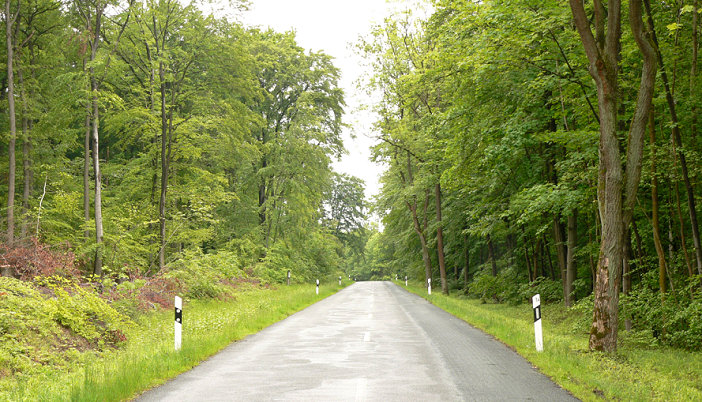
Дорога в Лаппвальд около :en:Bad Helmstedt

Ла́ппвальд (нем. Lappwald) — в центральной Германии группа сильно лесистых холмов, 20 км в длину и до 5 км в ширину, простирается от города Хельмштедт. Через Лаппвальдский лес проходит граница между Нижней Саксонией и Саксонией-Анхальт, причём около трёх четвертей его территории находятся в Нижней Саксонии. Лаппвальд входит в Эльм-Лаппвальдский заповедник).

## Расположение

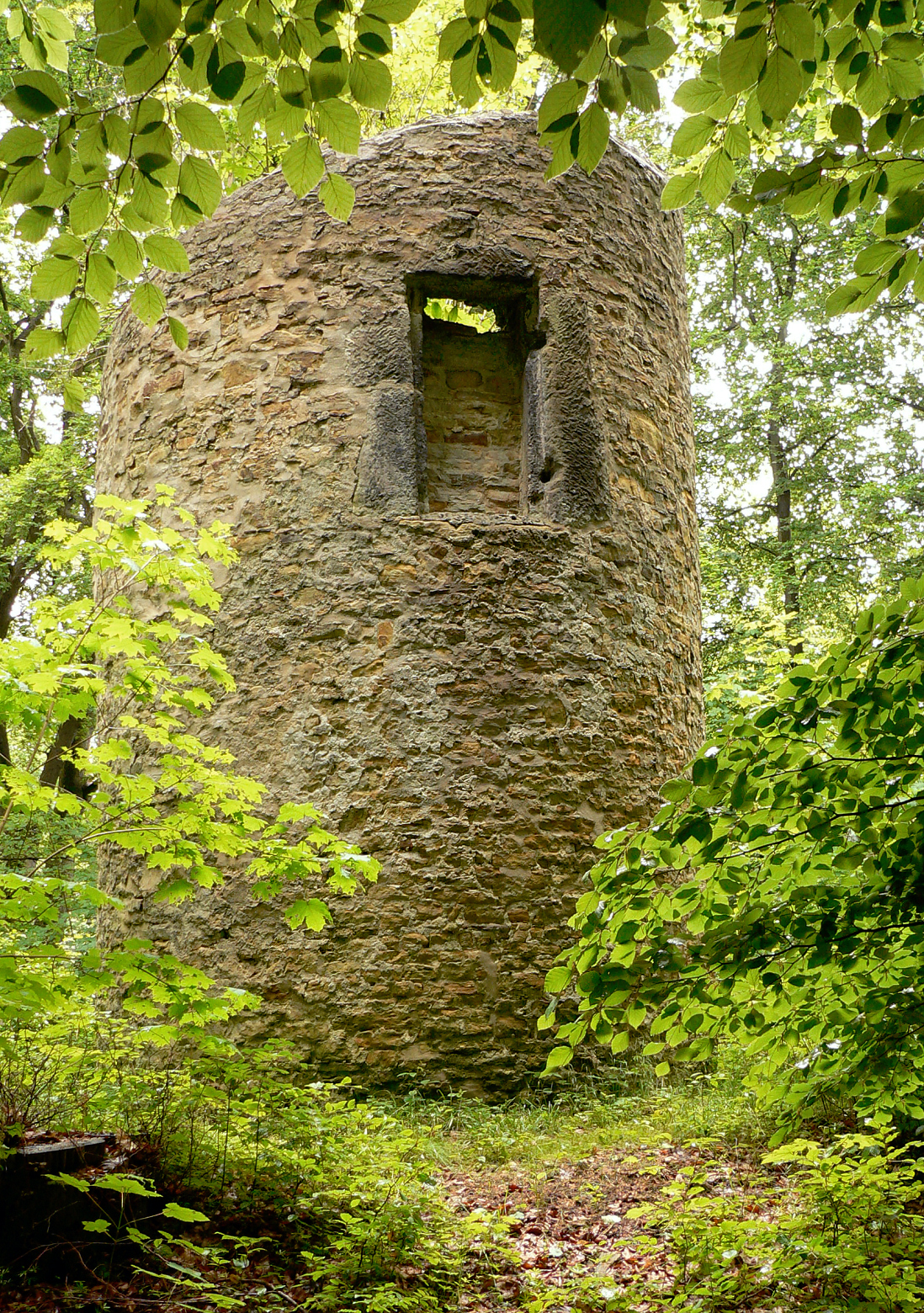
Первая сторожевая башня хельмштедтского рва

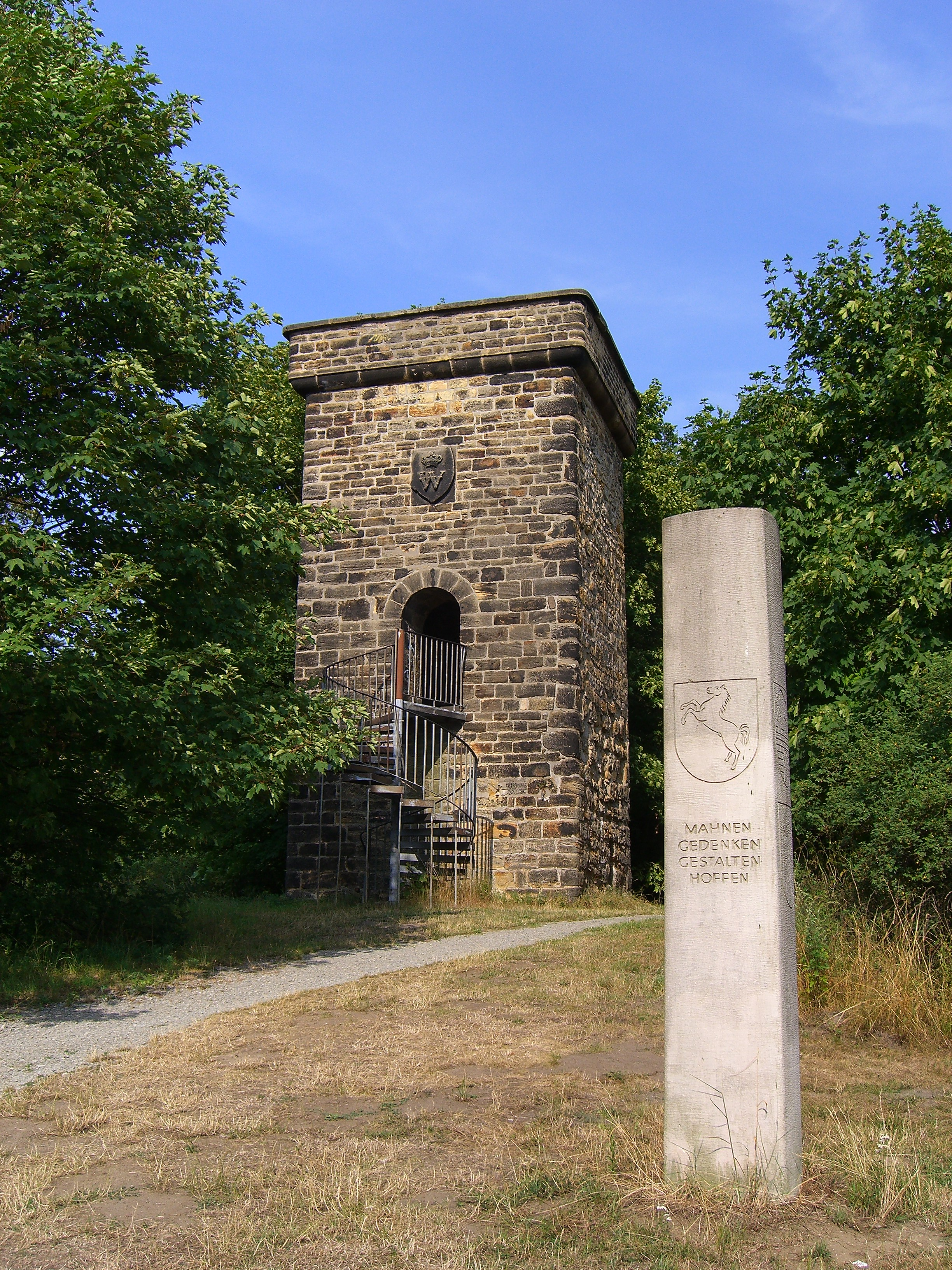
Магдебургская сторожевая башня около Хельмштедта

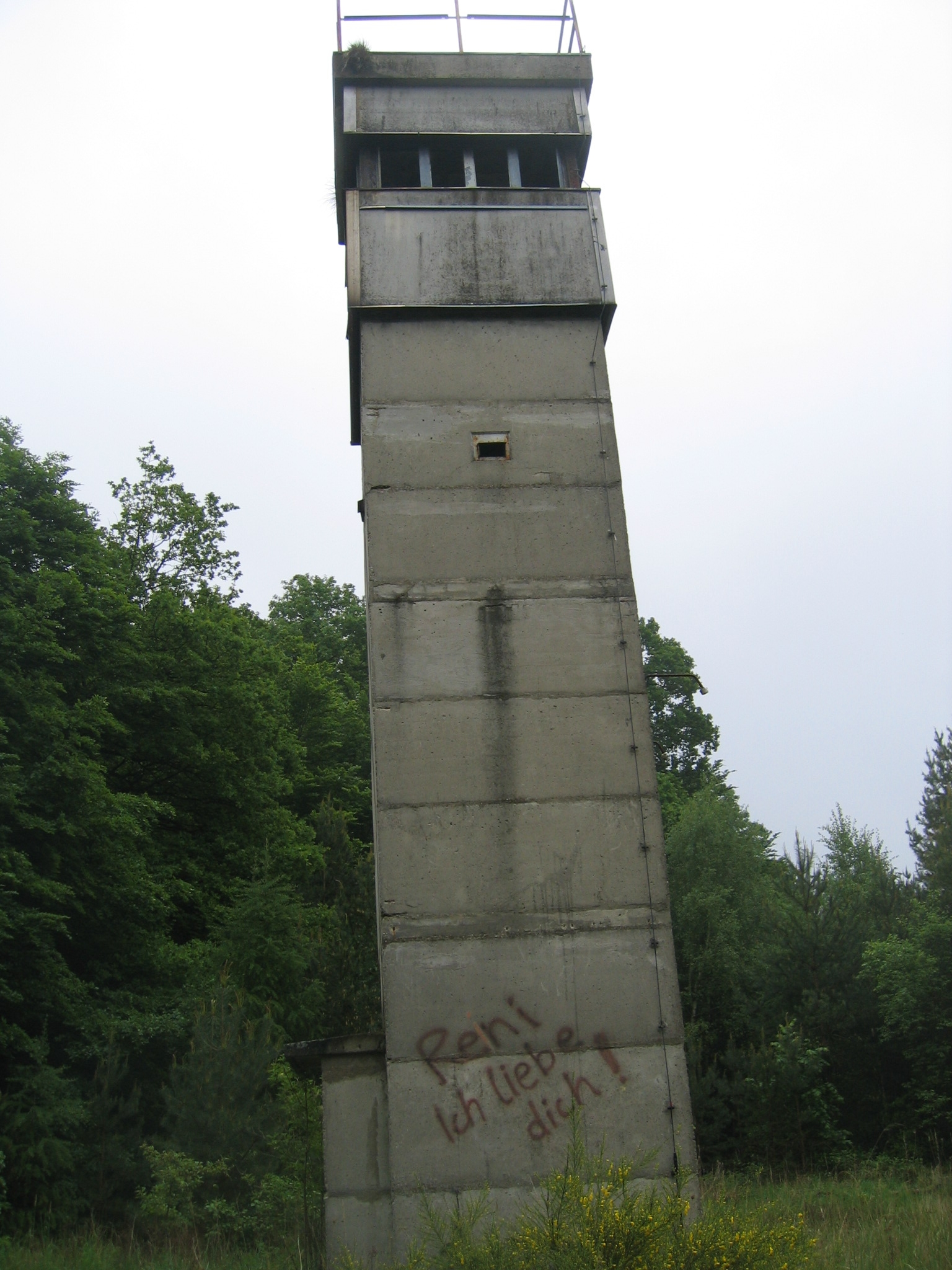
Сторожевая башня на бывшей немецко-немецкой границе (:en:Inner German Border) в Лапвальде

Лаппвальд протянулся с северо-запада на юго-восток, параллельно элмским холмам, которые лежат примерно в 10 км к западу. Леса Лаппвальда почти полностью необитаемы. В них расположены только деревни Bad Helmstedt и Харбке на юге, и постройки старой авиабазы Мариенталь на севере.

## История
Первые записи описывают Лаппвальд как Lapvualt в 1147 году. Не существует чёткого представления о происхождении имени «Лаппвальд». Наиболее вероятно, что оно связано с охотничьим термином (нем. Einlappens) — обносить флажками. На протяжении многих столетий Лаппвальд был пограничным лесом между брауншвейгскими и прусскими территориями. Многочисленные контрабандисты и другие преступники, в том числе знаменитый разбойник «Капитан Роуз» (нем. Rauberhauptmann Rose, настоящее имя: Карл Валльманн), использовали пограничное положение леса в своих интересах. В XX веке внутренняя немецкая граница (en:Inner German Border) разделила Лаппвальд, следуя старой брауншвейг-прусской границе.
К северо-востоку от Хельмштедта, в Лаппвальде находятся остатки оборонительного рва, входившего в состав старой системы укреплений Вальбека. Сохранившиеся сооружения включают в себя две сторожевых башни XIII века, называемые первой и второй вальбекскими сторожевыми башнями. Другая хорошо сохранившаяся средневековая сторожевая башня расположена непосредственно рядом с федеральной дорогой B1 на Магдебург, на краю Лаппвальда.

## Геология
С геологической точки зрения, Лаппвальд, достигающий высоты 211 м, представляет собой низину, которая лишь выглядит как горст в связи с резким опущением местности, которой он окружён. В Меловом периоде, в течение примерно 71 миллионов лет, море намывало мел, известняк и песок в несколько этапов наводнения в хельмштедтское и шёппенштедтское углубления, покрыв таким образом подстилающие породы. Дальнейшие затопления морем в последующем Третичном периоде создали большие площади болот в хельмштедтском бассейне, которые под воздействием субтропических климатических условий трансформировались в массивные залежи бурого угля.